# Passet (Komponist)
Passet (aktiv im frühen 15. Jahrhundert) war ein französischer Komponist des späten Mittelalters.

## Leben und Wirken
Von Passet konnte die musikhistorische Forschung bisher weder Geburtsort und -datum noch Sterbeort und Sterbedatum ermitteln, auch waren über seinen vollständigen Namen, seinen Lebenslauf und die Orte seines Wirkens bisher keine Informationen aufzufinden. Gesichert ist nur, dass er in Frankreich wirkte. Seine Identität ergibt sich nur aus zwei überlieferten Kompositionen.

## Werke und Bedeutung
Das Rondeau Si me fault faire departie (herausgegeben in der Reihe Corpus Mensurabilis Musicae (CMM), Band XI Nr. 2, 1959, S. 101) wird Passet definitiv zugeschrieben; hier wurde von späterer Hand hinzugefügt „de Tonnaco“, wahrscheinlich irrtümlich für „de Tornaco“ (d. h. „von Tournai“). Das andere Rondeau Se vous scaviés (ebenfalls herausgegeben in CMM, Band XI Nr. 1, 1955, S. 26) gibt es auch in einer Zuschreibung an Cesaris, was aber von dem Musikforscher Gilbert Reaney (1924–2008) aus stilistischen Gründen zurückgewiesen wurde. Die Musik des zweiten Rondeaus wurde von Feo Belcari (1410–1484) in dem Stück Lauda Se vuoi gustare el dolz’ amor Jesu verwendet und war deshalb offenbar in der Mitte des 15. Jahrhunderts in Florenz gut bekannt.
Beide Werke sind in dem sehr einfachen polyphonen Liedstil ihrer Zeit geschrieben.